# Onthophagus gaesatus
Onthophagus gaesatus là một loài bọ cánh cứng trong họ Bọ hung (Scarabaeidae).